# Вюргер золотистий
Вюргер золотистий (Chlorophoneus sulfureopectus) — вид горобцеподібних птахів родини гладіаторових (Malaconotidae). Мешкає в Африці на південь від Сахари.

## Підвиди
Виділяють два підвиди:

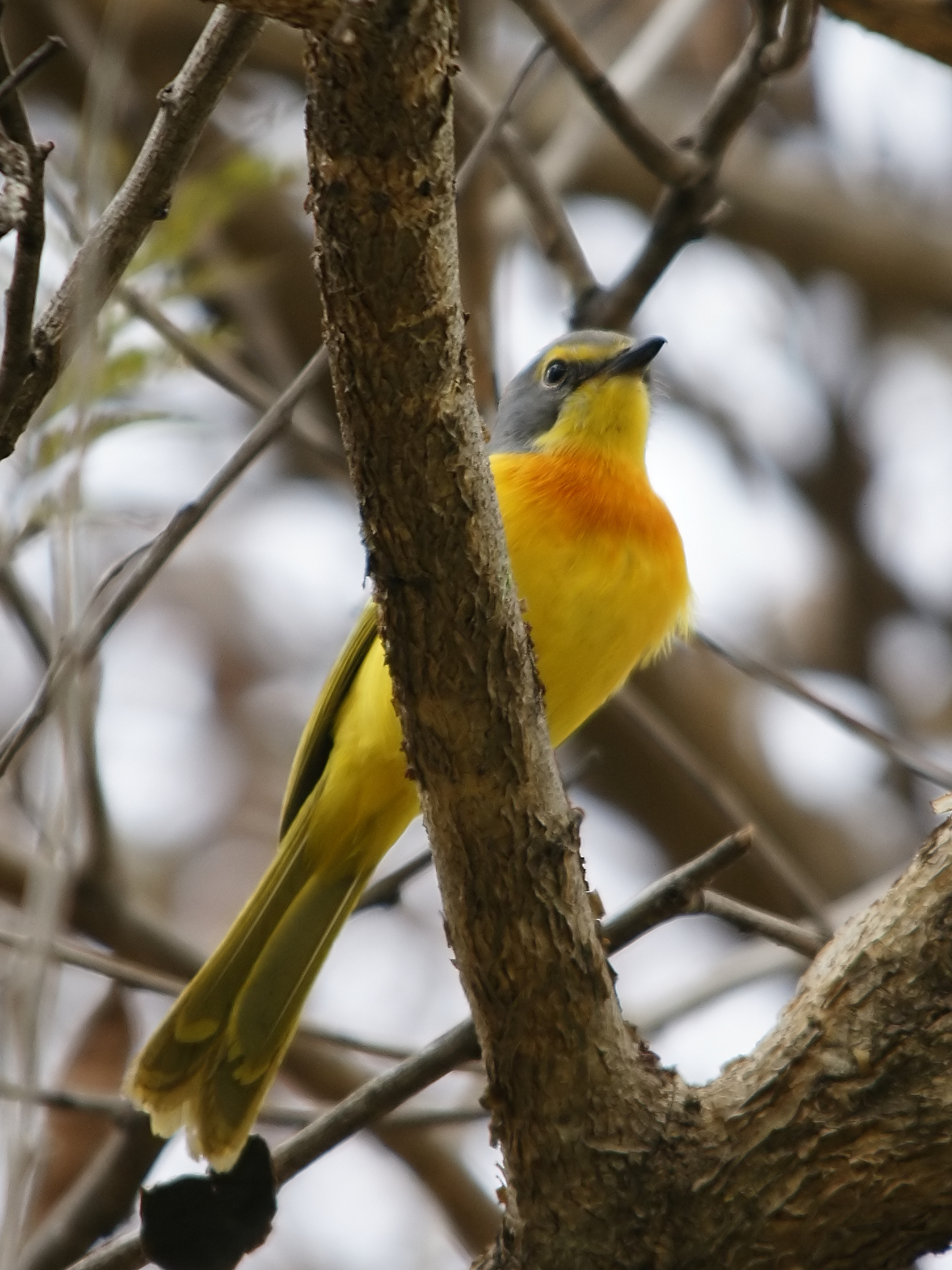
Золотистий вюргер (Замбія)

- C. s. sulfureopectus (Lesson, R, 1831) — поширений від Сенегалу і Гамбії до північного сходу ДР Конго і західної Уганди;
- C. s. similis (Smith, A, 1836) — поширений від Південного Судану і Ефіопії до сходу ПАР.

## Поширення і екологія
Золотисті вюргери живуть в субтропічних і тропічних сухих лісах, в савані і чагарникових заростях.